# Турухтан
Турухта́н (лат. Calidris pugnax) — вид птиц из семейства бекасовых. Гнездится на травяных болотах и во влажных лугах в северной части Евразии. Перелётная птица, зимует в Западной и Южной Европе, Африке южнее Сахары, Южной Азии и Австралии. На пролёте держится большими стаями, в местах зимовок нередко образует колонии до нескольких сотен тысяч птиц. Считается монотипичным видом, ближайшие родственные виды — грязовик и острохвостый песочник.
Довольно стройный длинноногий кулик, внешне напоминающий крупного песочника. Самцы и самки заметно отличаются друг от друга размерами, а весной также окрасом и деталями оперения. В брачном наряде самцы имеют ярко-окрашенный пышный воротник перьев на груди, своего рода «уши» и мелкие выросты в виде бородавок на оголённой коже головы. В остальное время года самцы выделяются лишь более крупными размерами; оба пола в этот период окрашены в серовато-бурые тона с беловатым брюхом. Молчаливая птица, лишь изредка издающая негромкие звуки. Несмотря на огромное разнообразие расцветок, различают 3 типа весеннего оперения самцов, по которому определяют отличную друг от друга стратегию размножения. В общем случае самцы выясняют отношения между собой на току, который время от времени посещают самки. Яйца откладывают один раз в сезон, в полной кладке обычно 4 яйца. Самки насиживают и ухаживают за потомством в одиночку. Кормится вдоль илистых берегов водоёмов. В сезон размножения употребляет в пищу преимущественно животные корма, на зимовках — большей частью растительные. Питается мелкими беспозвоночными и семенами трав, зерновыми культурами. Обычный, местами многочисленный вид.

## Систематическое положение и название
Первое описание турухтана появилось в «Системе природы» — фундаментальной работе шведского врача и натуралиста Карла Линнея, положившей начало научной систематике организмов. Автор поместил птицу в один род с улитами и присвоил ей биноминальное название Tringa pugnax. В 1804 году немецкий натуралист Блазиус Меррем в журнале Allgemeine Literatur-Zeitung специально для турухтана описал монотипичный род Philomachus. Как родовое, так и видовое названия отражают агрессивное поведение самцов во время токовых игр. Слово Philomachus является производным из двух древнегреческих слов — φίλος («любитель») и μάχη («битва»), слово pugnax имеет латинское происхождение и буквально переводится как «воинственный». Русскоязычное название, по всей видимости, образовано в результате звукоподражания. 
Недавние исследования структуры ДНК показали, что этот вид относится к роду куликов-песочников (Calidris). Ближайшими родственниками турухтана являются грязовик и острохвостый песочник. 
Несмотря на огромное цветовое разнообразие индивидуальной брачной окраски самцов, какая-либо географическая изменчивость на всём протяжении ареала этого вида не обнаружена, и подвиды турухтана не описаны.

## Описание

### Внешний вид

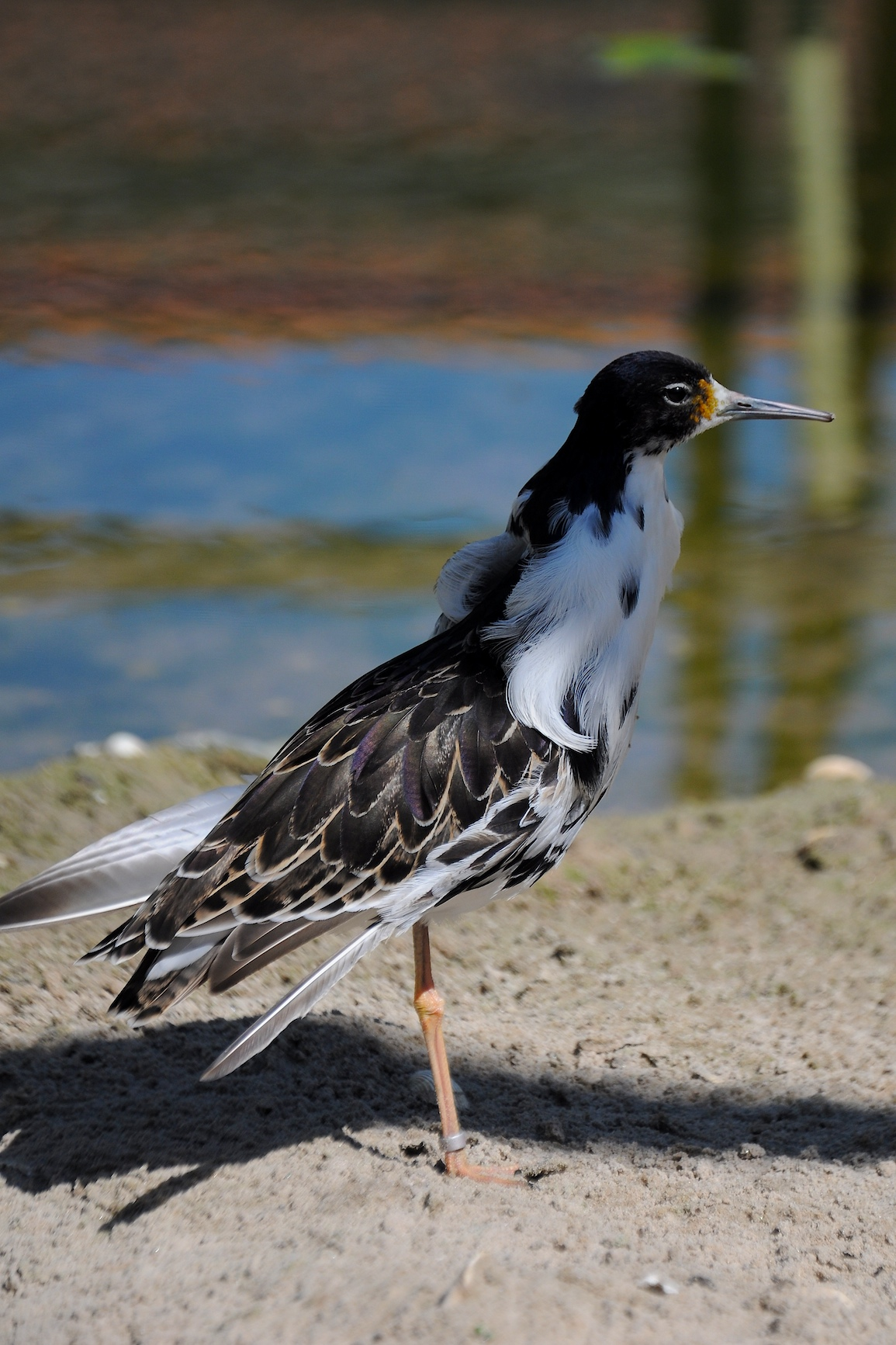
Самец в брачном наряде

Среднего размера кулик, крупнее чернозобика. Определение в полевых условиях обычно не вызывает затруднений. Необычно маленькая голова на фоне упитанного туловища, вытянутая шея и узкий, слегка изогнутый книзу клюв хорошо выделяют турухтана среди других куликов, в том числе схожих по окрасу и образу жизни. В сравнении с другими некрупными куликами, в полёте турухтан делает более медленные и глубокие взмахи крыльями, подолгу парит. Кроме того, он хорошо узнаётся по белой размытой полосе по верхнему краю крыла и белым пятнам по краям хвоста. Крылья заострённые и несколько уже, чем у других куликов, хвост слегка закруглённый. Между основаниями среднего и внешнего пальцев развита небольшая перепонка. Ноги довольно длинные; у взрослых птиц оранжевые либо почти красные, у двухлетних серовато-жёлтые (иногда с серыми пятнами), у более молодых бурые, зеленовато- или тёмно-серые.

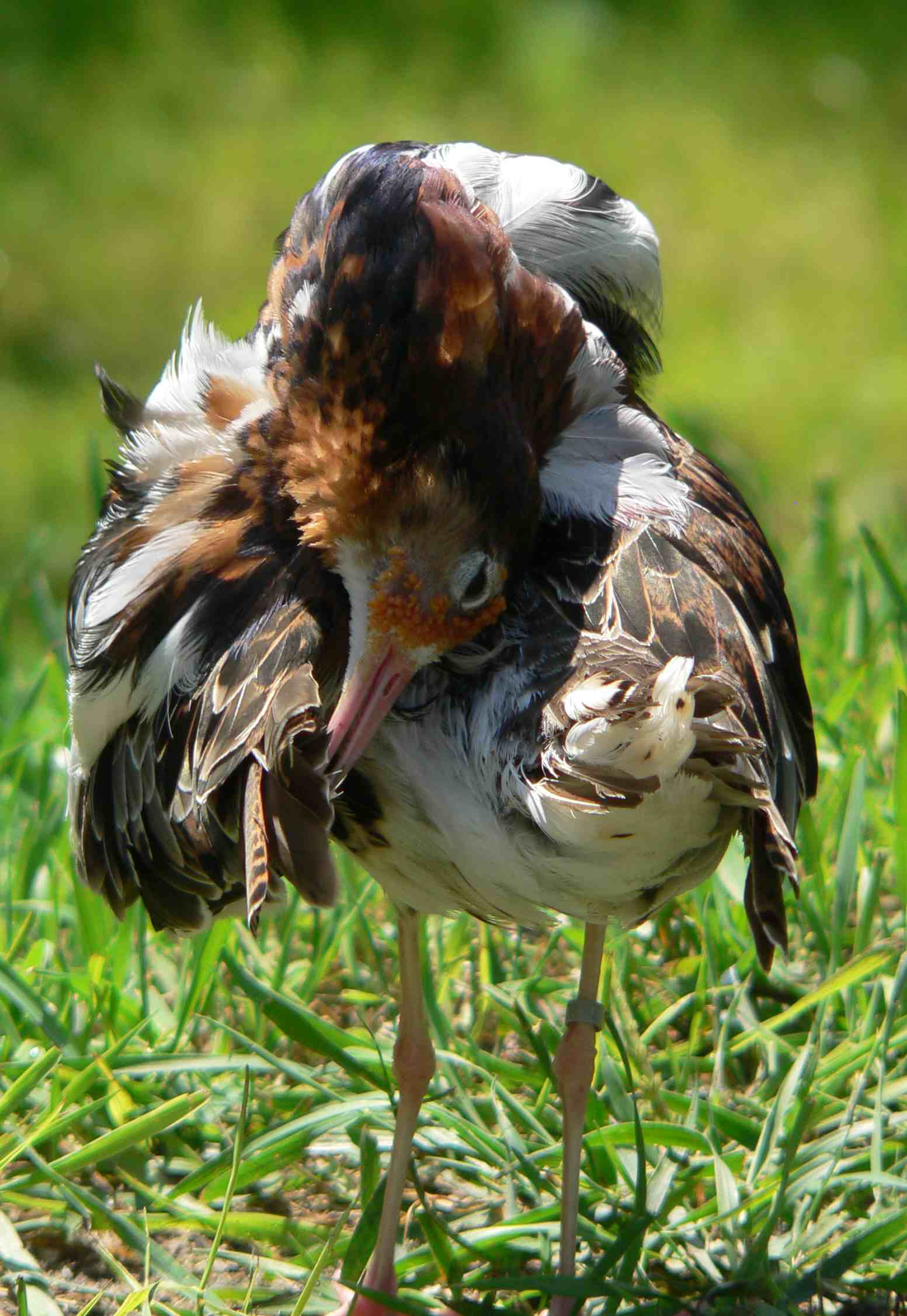
Самец в брачном наряде чистит оперение на спине и крыльях

Самец и самка обладают ярко выраженными отличиями друг от друга, в связи с чем охотники в XIX веке иногда даже принимали их за разных птиц. Самец выглядит существенно крупнее и массивнее самки: его длина 28—33 см, размах крыльев 50—58 см, масса 120—310 г, в то время как аналогичные характеристики у самки 22—27 см, 46—52 см и 70—150 г соответственно. Диморфизм также проявляется в окраске и рисунке оперения в период размножения. Зимой обе птицы окрашены примерно одинаково: однообразный серовато-бурый верх и беловатый низ без каких-либо резких отметин. В феврале—марте после частичной замены перьев у самца передняя часть спины, плечи, кроющие крыла и рулевые заметно темнеют; на этих почти чёрных участках оперения появляется лиловый металлический отлив.
В апреле самец приобретает окончательный брачный наряд, своим многообразием нехарактерный для куликов. По бокам головы и на шее вырастают удлинённые перья, известные как «уши» и «воротник». На оголённых участках головы развиваются так называемые «бородавки» — кожистые складки красного, оранжевого или жёлтого цветов. Другие неоперённые участки тела также приобретают яркие краски: клюв становится жёлтым, оранжевым либо розовато-серым с тёмной вершиной, ноги — жёлтые с красноватым, зеленоватым или буроватым оттенком. Окраска воротника, а также груди, спины и крыльев, может быть настолько разносторонней, что в одной стае редко попадаются самцы, похожие друг на друга. Попадаются белые, бледно-охристые, ярко- и тёмно-рыжие, оливковые, коричневые, чёрно-синие с зеленоватым или пурпурным отливом, чёрные кулики, а также с любой комбинацией этих тонов. Другие части тела также пёстрые, но выглядят одинаково у всех самцов — задняя часть спины, надхвостье и центральные кроющие хвоста серовато-бурые, брюхо и крайние кроющие хвоста белые. По мнению орнитологов, такое разнообразие нарядов помогает молчаливым от природы птицам распознавать друг друга во время брачных церемоний.
По окончании летней линьки у самцов исчезают перьевые украшения и кожистые бородавки, клюв и ноги теряют яркие краски и бледнеют. Оперение приобретает покровительственные тона — серовато-бурые в верхней части тела и беловато-серые с тёмными крапинами снизу и по бокам. Самки в любое время года имеют наряд, схожий с осенним у самца, однако в брачный сезон он несколько более тёмный и пёстрый. Молодые птицы похожи на взрослых зимой, однако имеют отчётливый чешуйчатый рисунок из рыжих и охристых каёмок тёмных перьев на спине и крыльях, а также лёгкий охристый оттенок на брюхе.

### Линька

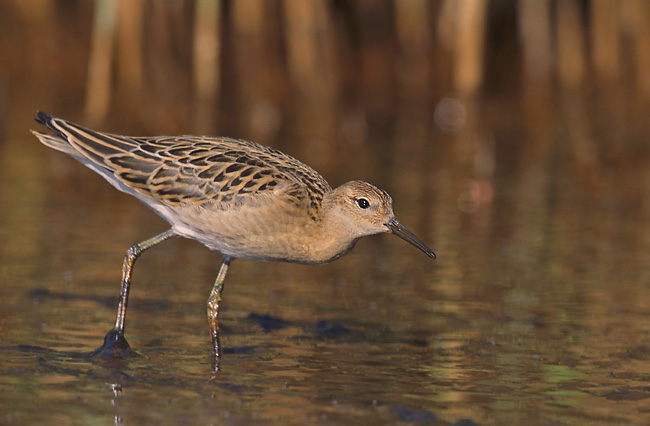
Самка

Взрослый турухтан в течение года линяет два или три раза, в зависимости от пола и возраста. Послебрачная линька, в ходе которой происходит полная замена оперения, начинается в июле и продолжается до сентября или октября, изредка до декабря. С конца зимы до первой декады апреля происходит частичная замена перьев у обоих полов, после которой самка приобретает окончательный брачный вид, в то время как самец промежуточный — спустя месяц-полтора только что образовавшиеся тёмные перья, равно как и оставшиеся зимние, вновь выпадают и заменяются более пышными и яркими (феномен, также характерный для малого веретенника). Двухгодовалые самцы, которые выглядят мельче и слабее своих старших собратьев, приступают к линьке несколько позже. По мнению белорусских и польских орнитологов, такая задержка позволяет птицам использовать меньше энергии во время дальнего перелёта.
У взрослых самцов и большинства взрослых самок летняя линька начинается ещё до отлёта на юг, однако окончательная смена пера происходит уже в местах зимовок. В Кении самцы линяют на 3—4 недели раньше самок и приобретают зимний наряд ещё до начала декабря, в то время как у их партнёрш этот процесс продолжается до конца декабря — начала января. Молодые в первый год жизни линяют с сентября по ноябрь, а к последующей весенней линьке приступают одновременно со взрослыми.

### Отличия от схожих видов

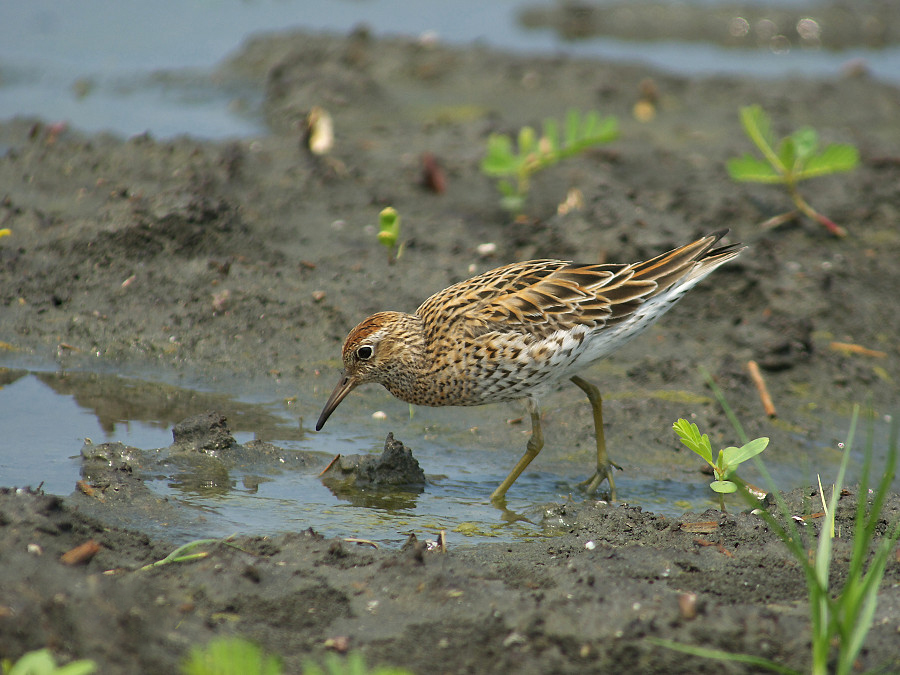
Схожий вид — острохвостый песочник

Самца в брачном наряде достаточно сложно спутать с какой-либо другой птицей, однако в других случаях определение вида может потребовать специальных сравнительных характеристик. В зимнем наряде турухтан по форме тела, рисунку оперения, окраске клюва и ног несколько напоминает травника. Однако у травника клюв прямой и более длинный, задняя часть спины и надхвостье белые. Остальной верх травника также более светлый и монотонно окрашенный, в то время как у турухтана центральная часть пера более тёмная. Молодой острохвостый песочник величиной лишь немногим уступает самке турухтана и так же, как и молодой турухтан, имеет рыжевато-охристую грудь. Однако он выглядит более упитанным, имеет вытянутую (не округлую) форму головы, короткие ноги и короткий клюв. Над глазом острохвостого песочника хорошо развита белая полоса. Канадский песочник так же, как и острохвостый, выглядит более упитанным. К тому же этот вид значительно крупнее и длинноклювее и выделяется чешуйчатым рисунком на спине. У щёголя и фифи в зимнем наряде отсутствуют рыжие тона в оперении. Кроме того, у щёголя прямой и более длинный клюв, а фифи заметно мельче. Меньшими размерами и более короткими ногами отличаются краснозобик и чернозобик.

### Голос
Почти беззвучная птица. Лишь гнездящаяся самка иногда издаёт негромкий крик, который можно охарактеризовать как короткое глухое кряканье или кряхтенье, напоминающее хорканье вальдшнепа. Изредка подобный звук издают самцы на току.

## Распространение

### Гнездовой ареал

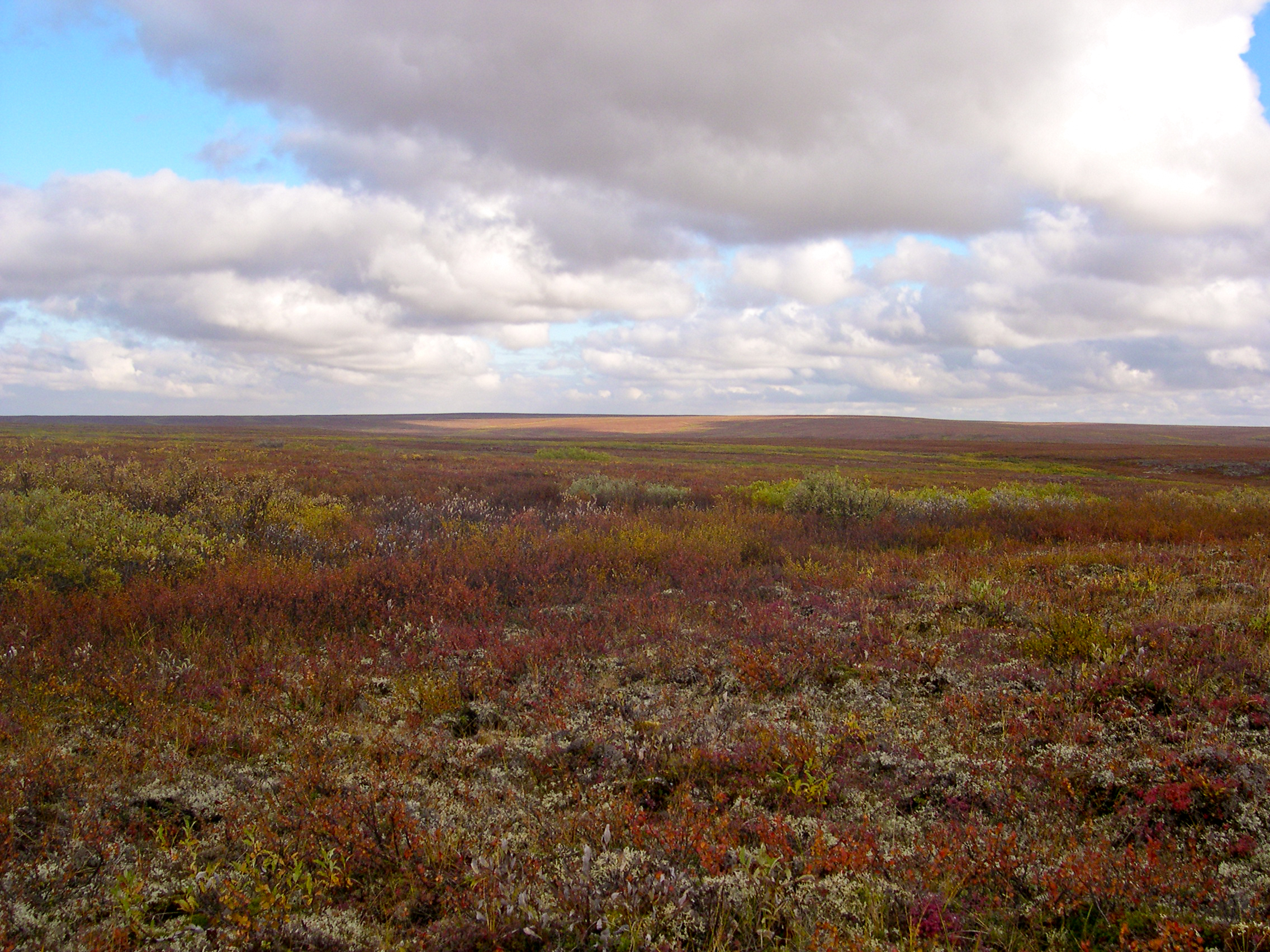
Тундра — обычный гнездовой биотоп турухтана

Типичная перелётная птица, гнездится на болотах и влажных травяных лугах в северной части Евразии от Британских островов и Скандинавии к востоку до низовьев Колымы и Анадыря. Зимует в тропиках к югу от гнездового ареала, в основном в Африке. В Европе и Азии турухтан распространён на большей части лесной и тундровой зон от Великобритании и северо-западной Франции на восток до Чукотки и побережий Берингова и Охотского морей. В Европе птицы поднимаются к северу вплоть до арктического побережья, в районе Ямала и Гыданского полуострова до 72° с. ш., на Таймыре до 73° с. ш., восточнее вновь до берегов Северного Ледовитого океана.
Наибольшей численности, более 1 млн пар, гнездится на территории России. Другие крупные скопления птиц отмечены в Северной Европе — в Швеции (61 тыс. пар), Финляндии (39 тыс. пар) и Норвегии (14 тыс. пар). Общая численность турухтанов, гнездящихся в узкой прибрежной полосе от Великобритании и Франции на восток до Дании, Германии и Польши, не превышает 2 тыс. пар. Нижняя граница гнездового ареала во многом условна, поскольку кулик иногда селится значительно южнее тундры и полосы северной тайги, где наблюдается наибольшая концентрация этих птиц. Ведущий советский орнитолог Елизавета Козлова в начале 60-х годов XX века приводила свидетельства кладок яиц в Прибалтике, северных областях Украины, Псковской, Орловской и Новгородской областях, однако это были единичные находки, не приводившие к образованию постоянных токовищ. Лео Степанян указывает на 54-ю параллель как приблизительную южную границу гнездовий, что соответствует таким городам, как Смоленск, Рязань и Ульяновск. В Сибири основная область распространения — типичные и кустарниковые тундры, а также лесотундра. Южнее распространение спорадическое и не постоянное: кладки находили в долине реки Хобда (Актюбинская область, Казахстан), в Минусинской котловине, окрестностях села Сон (Хакасия). Восточнее турухтаны доказано гнездятся к югу до южного Байкала, дельты Селенги и северного побережья Охотского моря. Кроме того, небольшие изолированные участки отмечены на Украине в границах Житомирской, Киевской, Полтавской и Черниговской областей, в долине верхнего течения Оки, в среднем течении Урала, в среднем течении Илека, в бассейне Хобды, в промежутке между Барнаулом и Семипалатинском.

### Зимний ареал

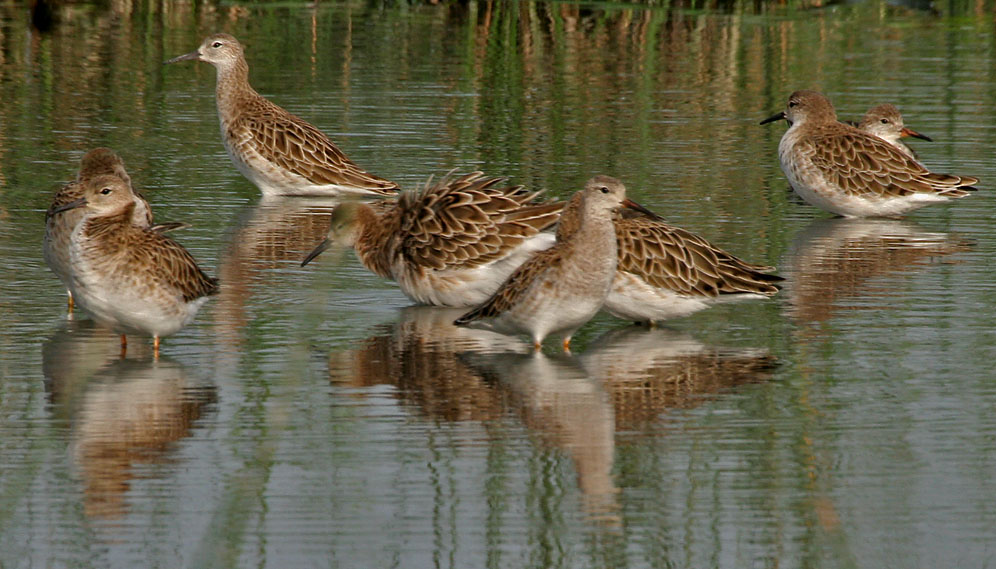
Зимующие в Индии турухтаны

На большей части территории турухтан — типичный дальний мигрант. Так, гнездящиеся в низовьях Колымы птицы ежегодно совершают перелёты протяжённостью до 30 тыс. км, следуя через Северную Европу к водоёмам Западной Африки. На пролёте турухтаны держатся большими стаями, численность птиц в которых может достигать сотен и тысяч особей. В местах зимовок они также нередко образуют огромные и плотные поселения: например, в дельте Сенегала ежегодно скапливается более полумиллиона птиц, а в отдельные годы их число может достигать миллиона. Основные места зимовок находятся в полосе Сахель, области Африки южнее Сахары — долинах рек Сенегал и Нигер, на озере Чад, в равнинной местности южнее города Томбукту (Мали), в промежутке между Эритреей и Замбией. За пределами Африки зимует значительно меньшее количество птиц, периодически зимовочные скопления турхтана возникают вдоль атлантического и средиземноморского побережья Европы, в Мьянме, южном Китае, Новой Гвинее и спорадически в южной Австралии.
В Великобритании и примыкающих к ней районах материковой Европы гнездовой и зимний ареалы пересекаются, и на этой территории турухтанов можно наблюдать в течение всего года. Кроме того, часть не гнездящихся птиц весной не улетает на север и проводит лето в тёплом тропическом климате. Случайные залёты этих куликов зарегистрированы на североамериканском континенте — на Аляске (где они иногда приступают к размножению), в Канаде и некоторых штатах в основной части США. Кроме того, странствующие птицы отмечены в Исландии, Центральной и северной части Южной Америки, Мадагаскаре и Новой Зеландии. Гнездящиеся птицы были зарегистрированы к югу от основного ареала в северном Казахстане, где обычно птицы делают остановку во время миграции.

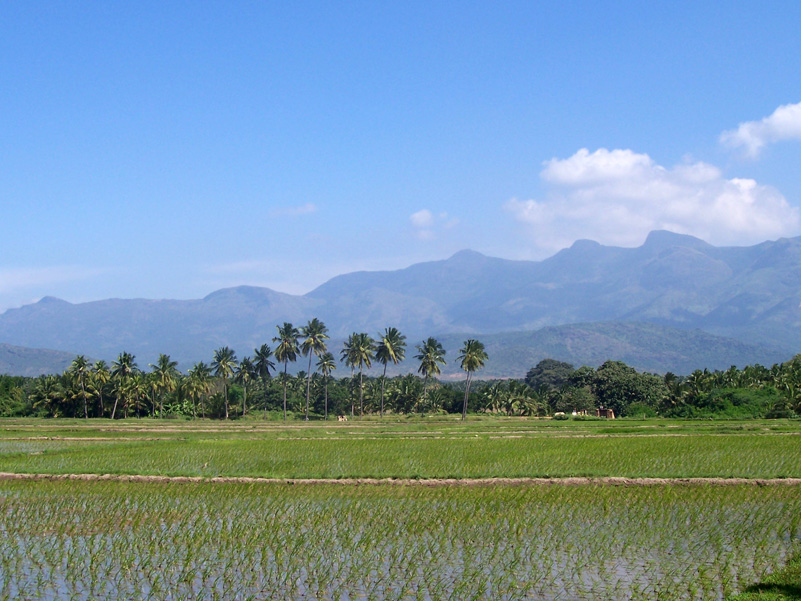
Рисовые поля — одно из излюбленных мест обитания турухтанов зимой

Самцы, не принимающие участия в насиживании и ухаживании за потомством, покидают гнездовья в конце июня или начале июля. Самки отлетают позже в июле, а набравшие вес птенцы в августе — сентябре. Самцы также склонны зимовать в более северных широтах, чем самки, и по этой причине проделывают более короткий путь: например, практически все зимующие в Британии турухтаны принадлежат к мужскому полу, тогда как в более жаркой Кении большинство — к женскому. Такое дифференцированное разделение характерно для многих перелётных видов птиц и имеет своё объяснение. Это и уменьшение конкуренции за доступ к корму, и возможность самцам как можно раньше вернуться к местам гнездовий, что увеличивает их шансы на успешное воспроизводство. К тому же самцы турухтана крупнее самок и, следовательно, легче переносят прохладную погоду.
На весеннем пролёте птицы всегда придерживаются традиционных маршрутов и на отдых останавливаются в определённых местах. Специалисты отмечают, что окольцованные турухтаны из года в год встречаются на одних и тех же стоянках. Теоретические расчёты показывают, что они останавливаются на отдых и подкормку раньше, чем позволяет их средний вес, что говорит об определённой стратегии при перелёте с использованием излюбленных мест для отдыха. Накопленный подкожный жир у птиц используется в качестве «горючего», однако они, в отличие от млекопитающих, используют липиды как основной источник физической энергии (включая миграцию), а для поддержания температуры тела в случае необходимости встряхиваются. Процесс окисления липидов пока остаётся малоизученным.

### Места обитания
В гнездовой период населяет травянистые или мохово-травянистые болота, влажные луга, разнообразные, за исключением сухих, тундры. В тундре обычно встречается в поймах рек, в тайге и лесостепи также и на плоских водоразделах. Самки турухтанов отдают предпочтение сырым, нередко топким низинам, поросшим осокой, ситником и злаками, в то время как самцы, наоборот, выбирают сухие площадки, лужайки и моховые болота. Кормится вблизи стоячих луж и водоёмов с илистыми берегами. На зимовках птицы держатся на лугах вблизи водоёмов с пресной или солоноватой водой, на временных разливах, связанных с сезонными дождями, рисовых полях. В общем случае турухтаны не связаны напрямую с морскими побережьями, однако на крайнем юге Африки встречаются в лагунах и вдоль илистых берегов, заливаемых во время прилива и обнажаемых при отливе.

## Питание

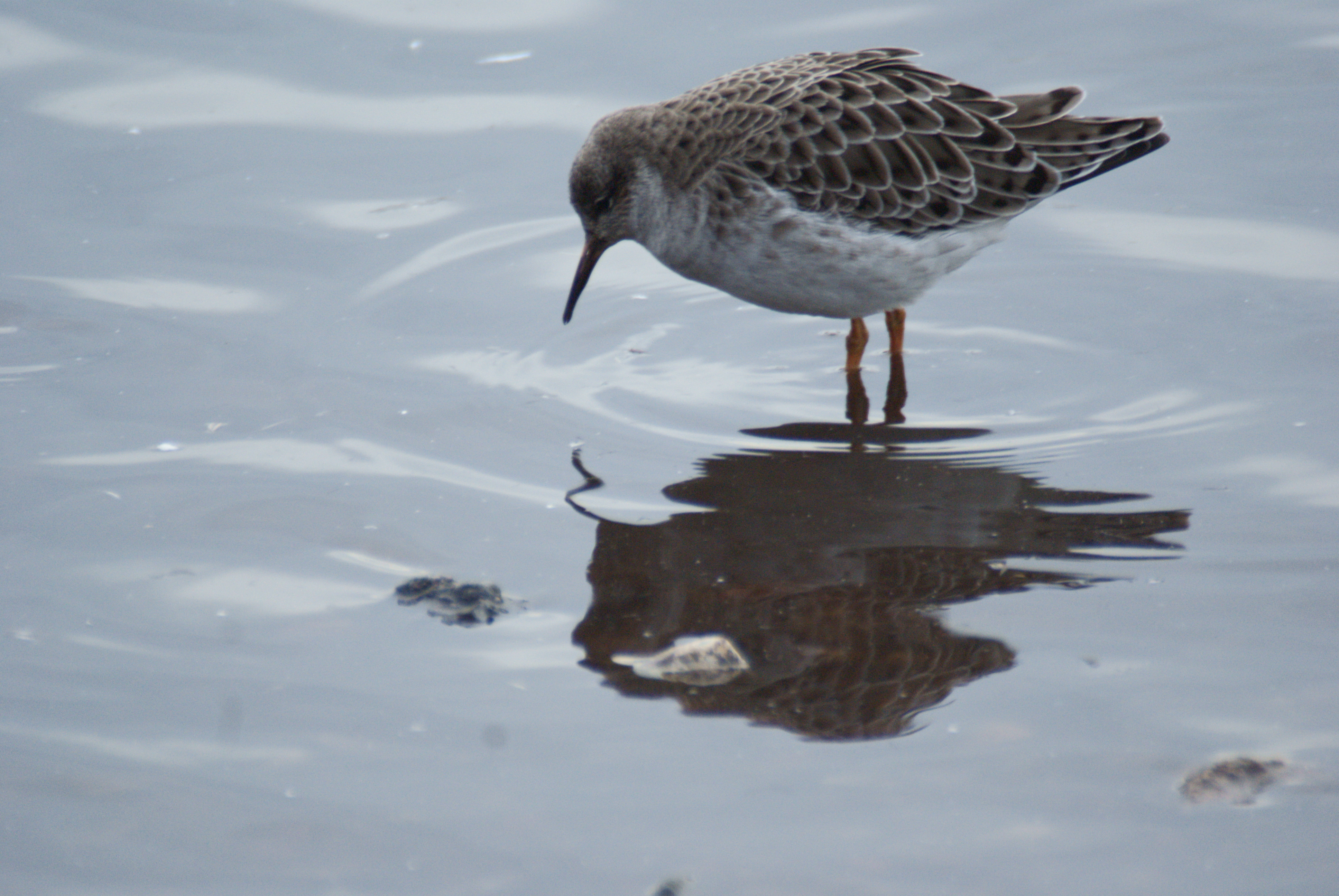
Турухтаны добывают себе корм на мелководье

В отличие от большинства куликов, у турухтана развито чёткое сезонное разделение между животными и растительными кормами (кроме него, подобная характеристика известна у исландского песочника и большого веретенника). Летом основу питания составляют водные и наземные насекомые и их личинки: жуки, двукрылые (мухи, комары, долгоножки), водяные клопы, личинки ручейников, хирономид, шаровок и прочие. В меньшей степени питается моллюсками и ракообразными. Кроме белковых кормов, иногда употребляет в пищу семена некоторых растений, таких как осока и камнеломка, а также луковицы горца живородящего.

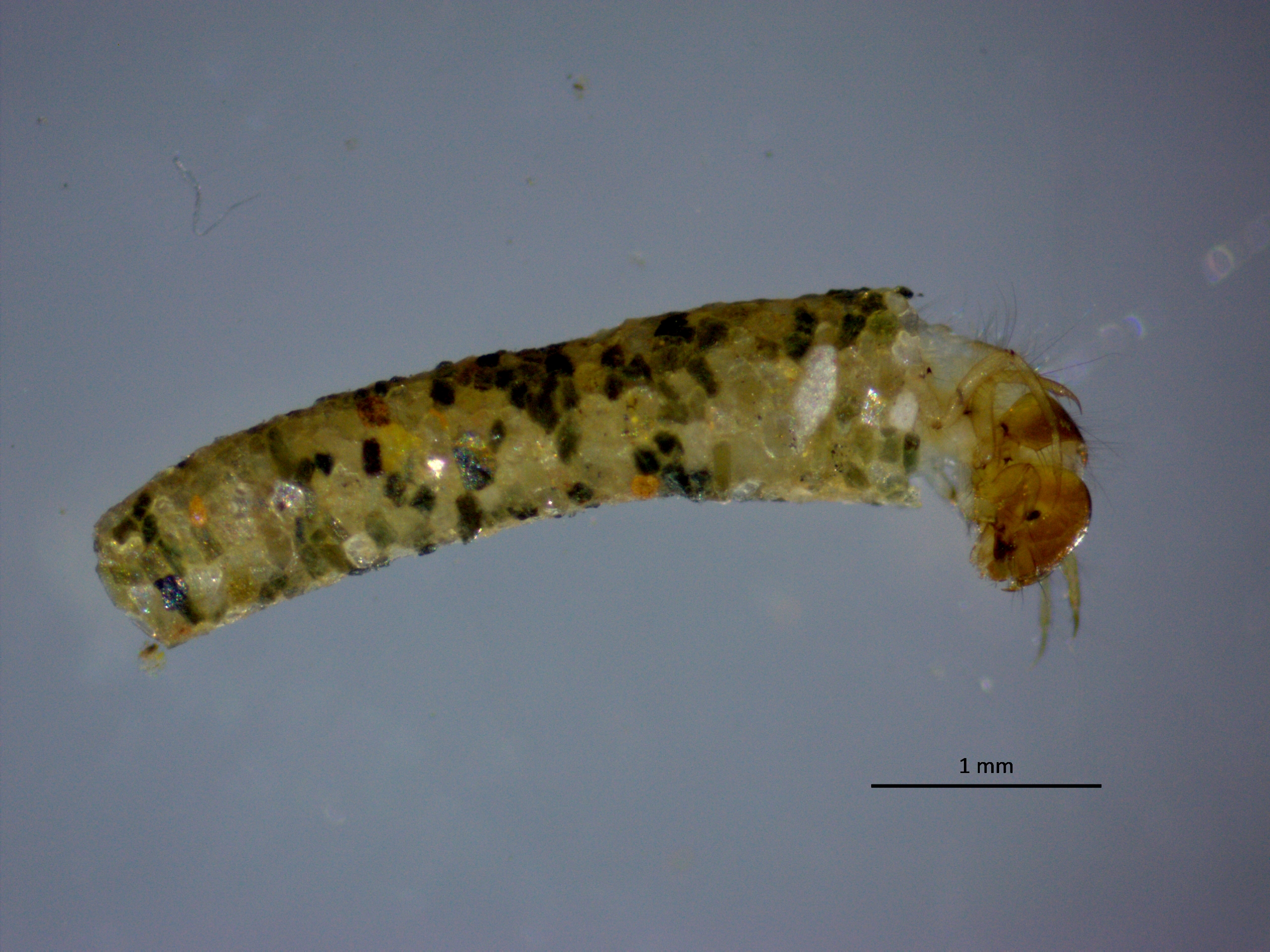
Личинки ручейников — важная составляющая летнего рациона

В зимнее время на большей части территории преобладают растительные корма: семена трав, водных растений, осоки. В Западной Африке турухтаны в компании с обыкновенными горлицами нередко наносят значительный ущерб сельскому хозяйству, добывая семена на полях, засеянных рисом, пшеницей, просом и другими зерновыми культурами. Прибывая на зимовку в разгаре сезона дождей, птицы находят себе вдоволь растительной пищи с цветущих трав среди затопленной саванны. Позднее, когда наступает засуха и травы засыхают, турухтаны выискивают семена на голой потрескавшейся земле. Лишь на крайнем юге континента турухтаны зимуют вблизи морских побережий, где кроме всего прочего находят себе животную пищу — насекомых, моллюсков, ракообразных, пауков, червей, мелких лягушек и мелкую рыбу.
Активен как в светлое, так и в тёмное время суток. Корм добывает с поверхности земли или растений, иногда погружает клюв в жидкую грязь или ищет пропитание на мелководье. В Восточной Африке иногда плавает подобно плосконосым плавунчикам и собирает пищу с поверхности воды. Во время кормёжки турухтаны нередко взъерошивают перья спины, образуя некое подобие рыхлого хохолка на пояснице; такая же особенность отмечена у большого веретенника.

## Размножение
К размножению приступает в возрасте двух лет. Полигамен, пар не образует.

### Брачные игры

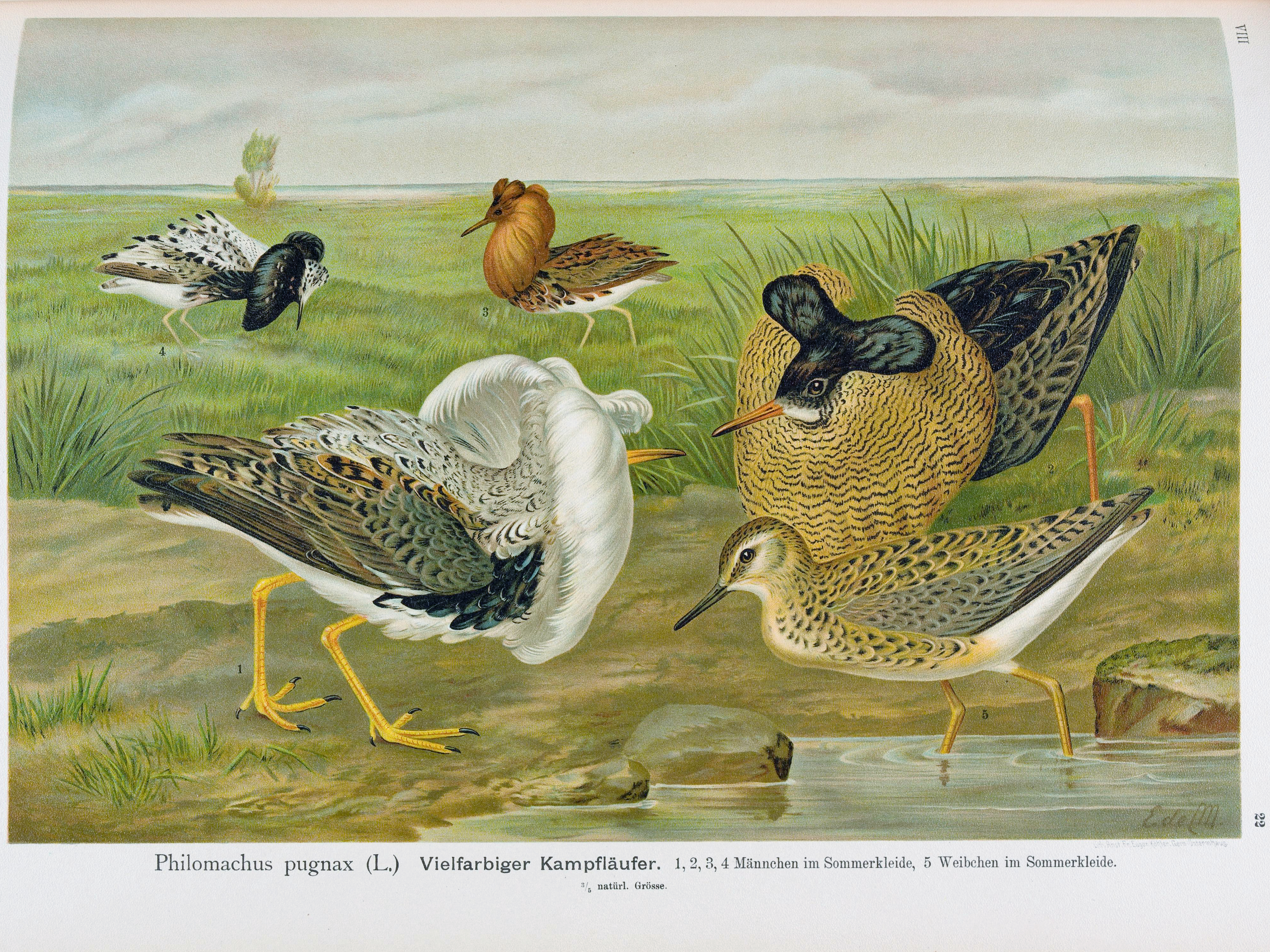
На току. Иллюстрация к книге Иоганна Наумана (1857)

Одна из особенностей турухтана, свойственных лишь немногим видам токующих птиц — брачное демонстративное поведение самцов направлено по отношению не к самкам, а к другим самцам. Кроме того, у самцов турухтанов необычно разнообразное брачное оперение (среди сотен птиц трудно подобрать двух совершенно одинаковых), переходящее по наследству. Среди самцов выделяют три брачные формы: типичные территориальные самцы, подчинённые самцы с белым оперением воротника и очень редкий, открытый в 2006 году, вариант с самкоподобным оперением. К первому типу принадлежит подавляющее большинство, около 84 % от общего количества птиц. Они имеют красочно раскрашенные чёрные либо тёмно-рыжие воротники и неотлучно находятся на токовищах, где занимают небольшой, около одного метра в диаметре, пятачок поближе к центру (их иногда называют «резидентами»). Эти самцы активно ухаживают за самками и выражают высокую степень агрессии по отношению к другим самцам. Постоянное токовище, на котором дежурят 5—20 территориальных самцов, может представлять собой возвышенность в тундре, поляну в пойме реки, сухой островок среди болота или даже просто ничем не приметное место.
Каждый территориальный самец может стать организатором общественного тока. Обнаружив в небе пролетающих самок либо стайку самцов, он зазывает их, всячески привлекая к себе внимание — подпрыгивает, кружится на одном месте и сигнализирует взмахами крыльев. Чем больше в одном месте собирается самцов, тем больше вероятности, что сюда прилетят и самки. На току возбуждённые птицы машут крыльями, топорщат перья, кланяются, приседают, подпрыгивают, наскакивают друг на друга. Внешне это выглядит скорее как немой спектакль, нежели как выяснение отношений. Внезапно ток прекращается, и самцы застывают в затейливых позах либо приступают к поиску корма. Однако стоит мимо пролететь птице, хотя бы немного походящей на турухтана, как ток немедленно возобновляется.
Около 90 % территориальных самцов ежегодно посещают одно и то же токовище и находятся на нём до образования пары либо окончания сезона. Зная особенности поведения своих постоянных соперников, самец может определить их конкурентоспособность — таким образом в группе всегда возникает чёткая иерархия, в которой одни птицы доминируют над другими. Такое поведение уменьшает конфликтность и возможность получения травмы, что в свою очередь меньше отпугивает самок. Доминируемые самцы также получают пользу от постоянного использования участка, поскольку находятся на нём неотлучно и спокойно дожидаются, пока доминирующие первыми удаляются вслед за самкой.

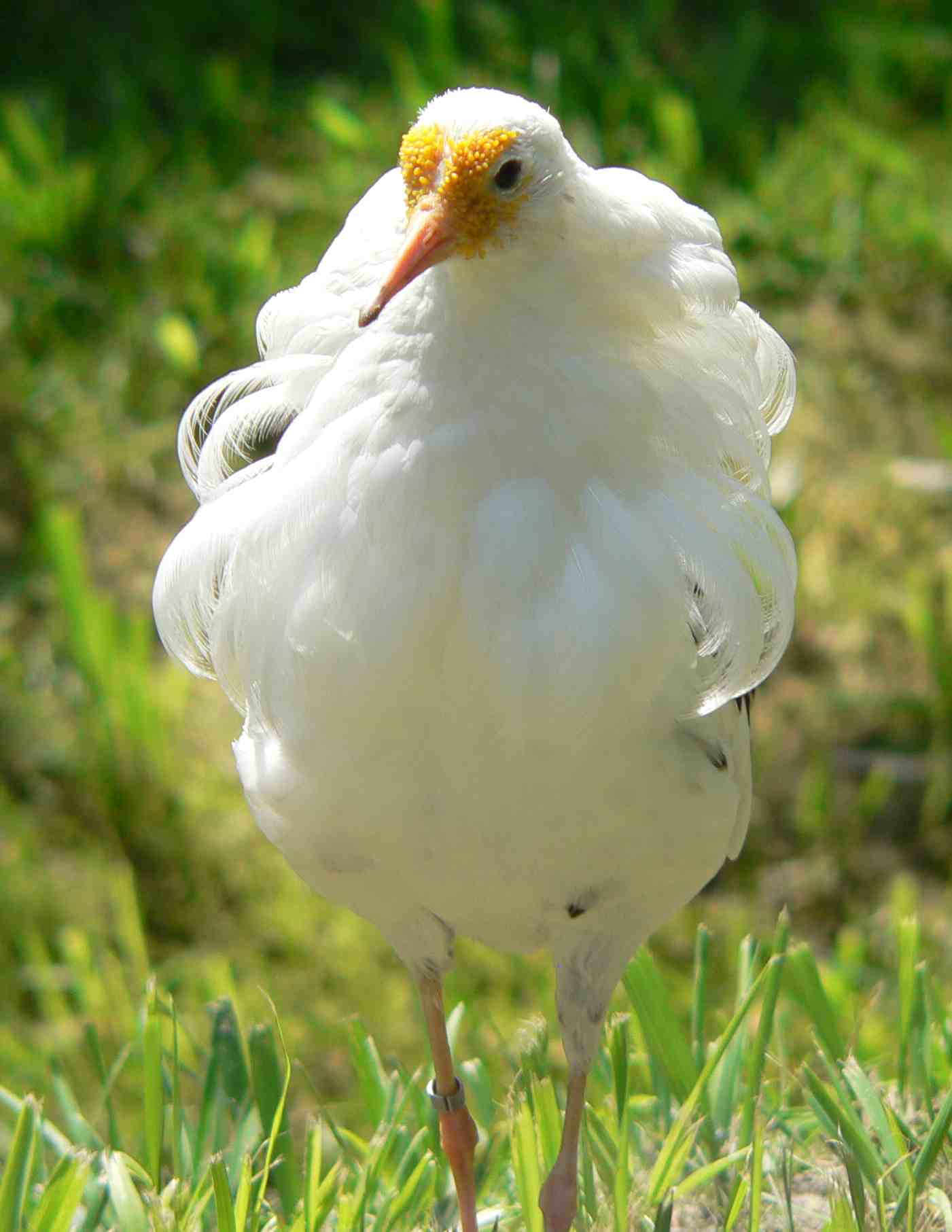
Субдоминантный самец с белым оперением

Самцы более низкого ранга, количество которых составляет около 16 %, обладают белым либо пёстрым оперением воротника и не имеют постоянного токовища. Они посещают токовища резидентов, где держатся на периферии участка, и иногда перелетают с одного тока на другой, пытаясь спариться с самкой, пока самцы выясняют между собой отношения. Такой тип поведения орнитологи называют клептостратегией размножения. Территориальные самцы не сопротивляются присутствию гостей, поскольку хотя они и являются конкурентами за право обладания самкой, однако последние предпочитают посещать ток с бо́льшим количеством самцов. Кроме того, самки отдают предпочтение участкам, вблизи которых есть подходящие для устройства гнезда места, в первую очередь сырые поросшие высокой травой лужайки.
Окрас оперения и особенности поведения отдельной особи сохраняются в течение жизни, поскольку определены простым генетическим полиморфизмом. Изначально предполагали, что различие между двумя типами самцов связано с половым генетическим фактором, однако исследования показали, что в действительности локус (положение) гена, ответственного за демонстративное поведение, находится в аутосоме — парных хромосомах, не связанных с определённым полом. Это означает, что не только самцы, но и самки могут иметь две различные формы генов. В обычных условиях нетерриториальные самки никак не проявляют свой генотип, однако, если в их организм ввести имплантаты с мужским гормоном тестостероном, их территориальное поведение начинает походить на соответствующее поведение самцов с тем же набором генов.
Ранее полагали, что рацион питания птенцов в дальнейшем влияет на репродуктивную стратегию, поскольку подчинённые самцы в среднем выглядят мельче доминантов и обладают более светлым оперением. На самом деле наоборот — репродуктивная стратегия отражается на размерах птиц. Опыт показал, что при одинаковом количестве корма птенцы территориального типа набирают вес быстрее, чем птенцы субдоминантного. Последним не нужно тратить энергию на защиту территории, и они могут позволить себе больше времени на поиски корма. С другой стороны, подчинённые самцы часто меняют токовища, и затраченная на перелёты энергия влияет на их вес в сторону уменьшения.
Третий тип самцов, на постоянной основе имитирующих внешний вид самок, был описан в 2006 году — это первый известный случай подобной характеристики среди птиц. Около одного процента петушков имеют размеры, усреднённые между обычными самцами и самками. Они не надевают пышный брачный наряд, характерный для территориальных и подчинённых птиц, хотя в сравнении с ними имеют значительно более крупные семенники. Эти тайные самцы посещают токовища вместе с самками и буквально «воруют» спаривание у других самцов, когда готовые к соитию самки прижимаются к земле. Самцы этого типа также подвержены весенней, добрачной линьке, когда зимние перья заменяются полосатыми. Однако если после неё у обычных самцов наступает следующий этап линьки — брачный, известный прежде всего длинными перьями воротника, то у самкоподобных этого не происходит. Специалисты полагают, что весенняя линька изначально являлась брачной до того, как в результате эволюции появились другие формы самцов. Несмотря на имитацию внешнего вида самок, самцы третьего типа мигрируют в одной стае с другими самцами и проводят зиму вместе с ними.

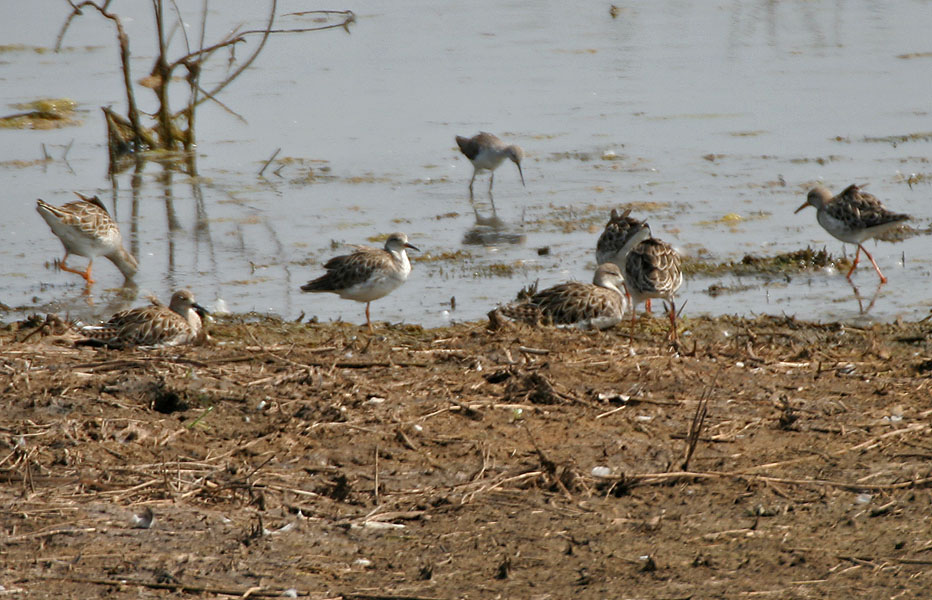
На кормёжке

С самцами третьего типа иногда пытаются спариться другие самцы — как территориальные, так и субдоминантные, хотя они способны распознать их как принадлежащих к своему полу. На основании предварительных исследований полагают, что характеристика этого поведения заложена в отдельном «доминантном» гене. Самки нередко отдают предпочтение третьему типу, но также и самцы имеют связь с ними чаще, чем с самками. Так же как и присутствие на токовище подчинённых самцов, дополнительные самцы третьего типа привлекают на него большее количество самок.
Не любое спаривание происходит обязательно на токовище. Самцы могут напрямую преследовать самку либо подкараулить её в хорошем месте, где та остановится на кормёжку. Петушки последовательно меняют тактику, однако отдают предпочтение току, если предыдущий день на нём был насыщенным либо часть самок уже приступила к гнездованию. В начале сезона в прохладную погоду самцы проводят больше времени в поисках пропитания, и по этой причине результативность тока остаётся низкой.
Полиандрия встречается у нескольких видов бекасовых, в том числе у песчанки, пятнистого перевозчика и щёголя. Эта форма размножения также характерна для турухтана, причём в значительно большей степени, чем для других перечисленных птиц: более половины самок последовательно спаривается с двумя и более самцами. По мнению специалистов, такой «неразборчивости» способствует организация насиживания и выкармливания потомства, в которых самец участия не принимает.

### Насиживание и птенцы

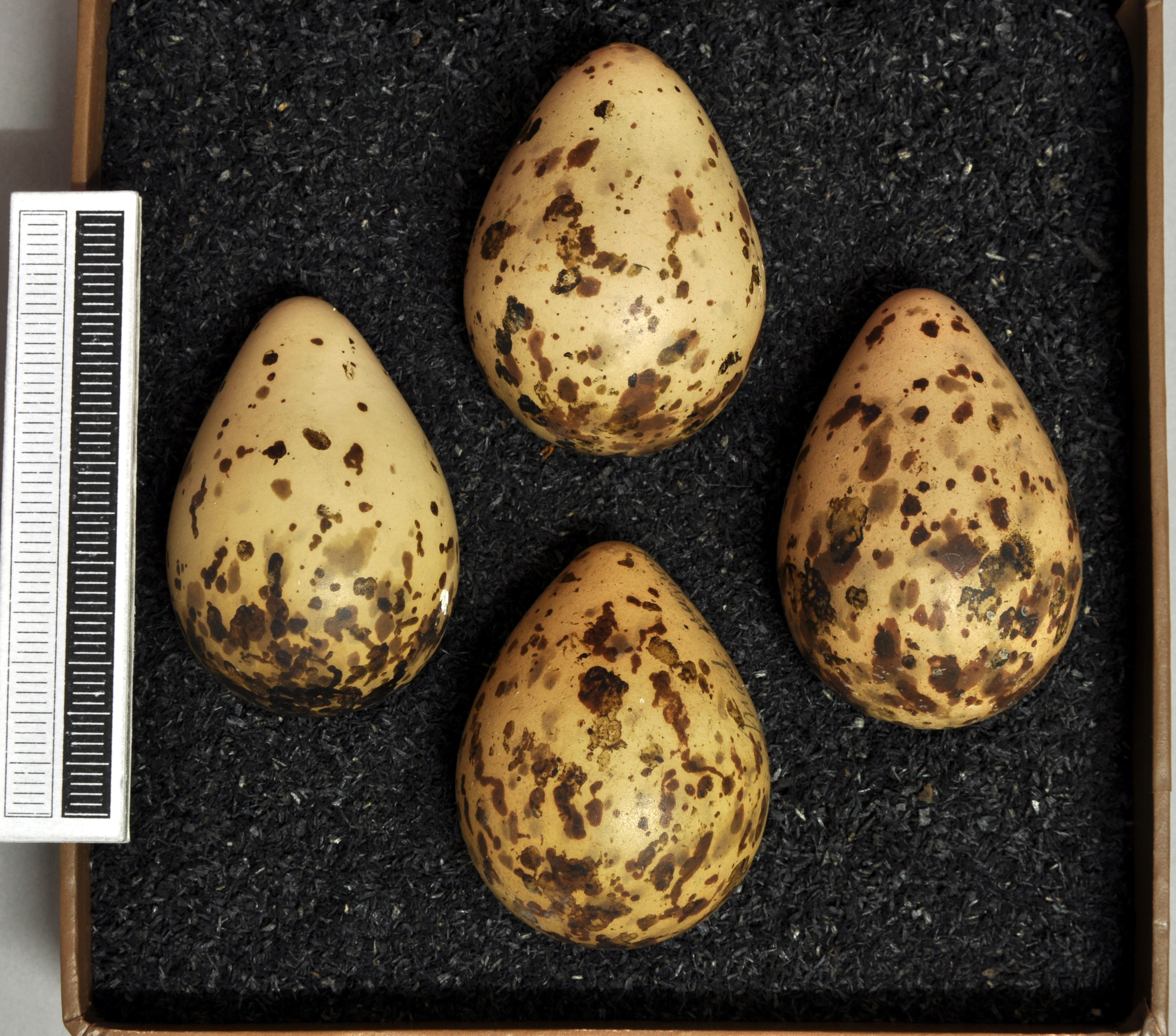
Полная кладка Calidris pugnax pugnax - Музей Висбадена

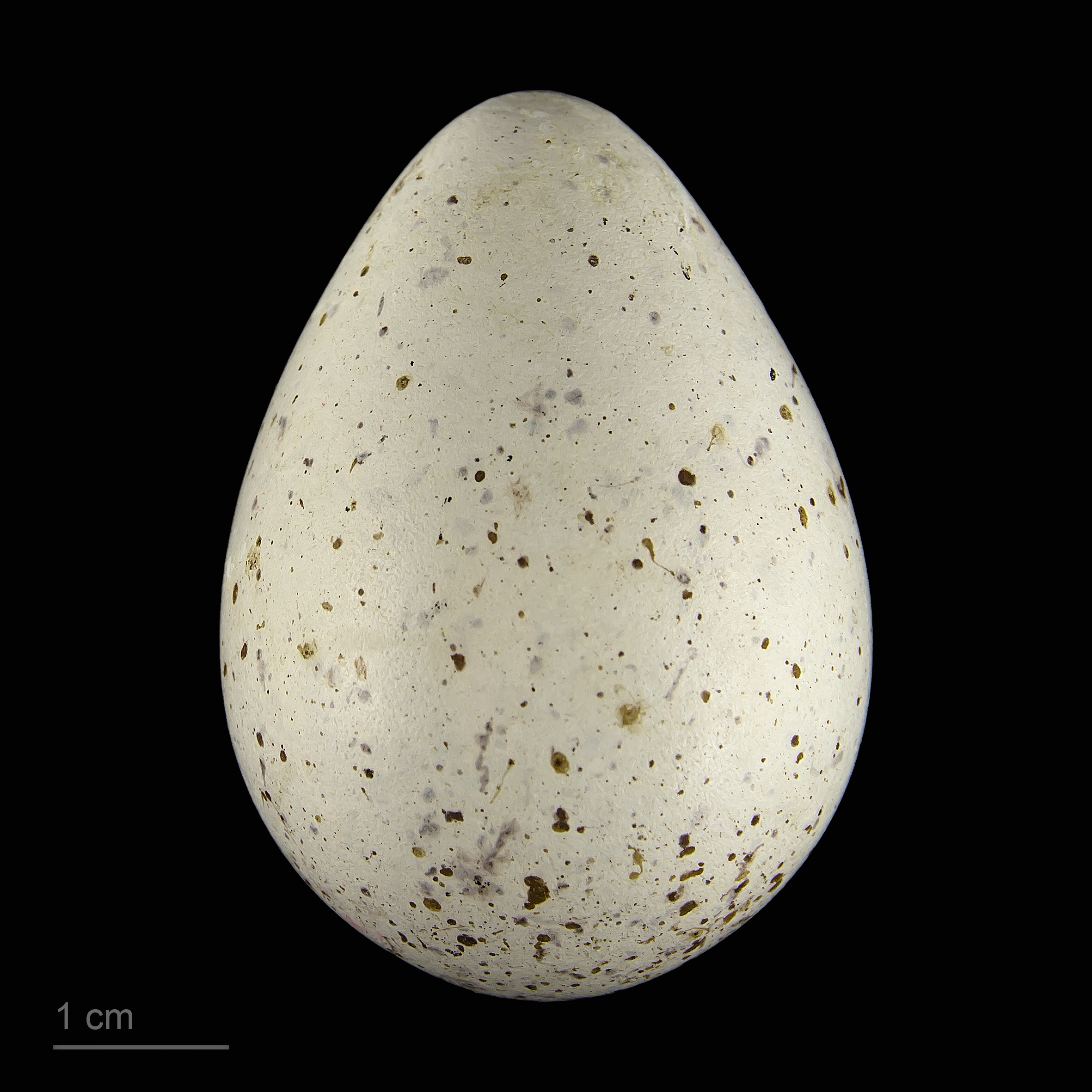
яйцо Calidris pugnax - Тулузский музеум

Гнездо — небольшое углубление в земле с выглаженными краями, хорошо укрытое в нависающей траве, на расстоянии не более 400 м от токовища. Оно может быть расположено на кочке среди осокового болота, поросшей пушицей моховине, посреди сырого луга либо ином подобном месте. Самка обильно выстилает гнездо прошлогодними листьями, стебельками трав и другим сухим растительным материалом. Как правило, гнездится в одиночку, однако иногда несколько птиц могут устроить гнездо в пределах прямой видимости от токовища. Кладка, обычно состоящая из 4 яиц, приходится на середину марта — начало июня в зависимости от широты. Яйца слегка блестящие, с желтоватой, охристой, временами сероватой или зеленоватой скорлупой, на которой имеются красноватые, коричневые либо бурые пятна разной формы и интенсивности. Размеры яиц: (39—48) × (27—35) мм.
Насиживание продолжается 20—23 дня. При приближении человека в начале насиживания самка незаметно сходит с гнезда, прячась в густой траве, позднее отводит от гнезда, опустив крылья, либо взлетая возле пришельца и всячески привлекая к себе внимание. Птенцы выводкового типа, покрыты пухом — сверху желтовато-бурым, снизу беловатым, с лёгким красновато-жёлтым налётом, более ярко выраженным в области зоба. С первых дней они вполне самостоятельно добывают себе корм — мелких беспозвоночных, однако в первые дни обогреваются матерью. На крыло становятся через 25—28 дней.

## Враги и выживаемость

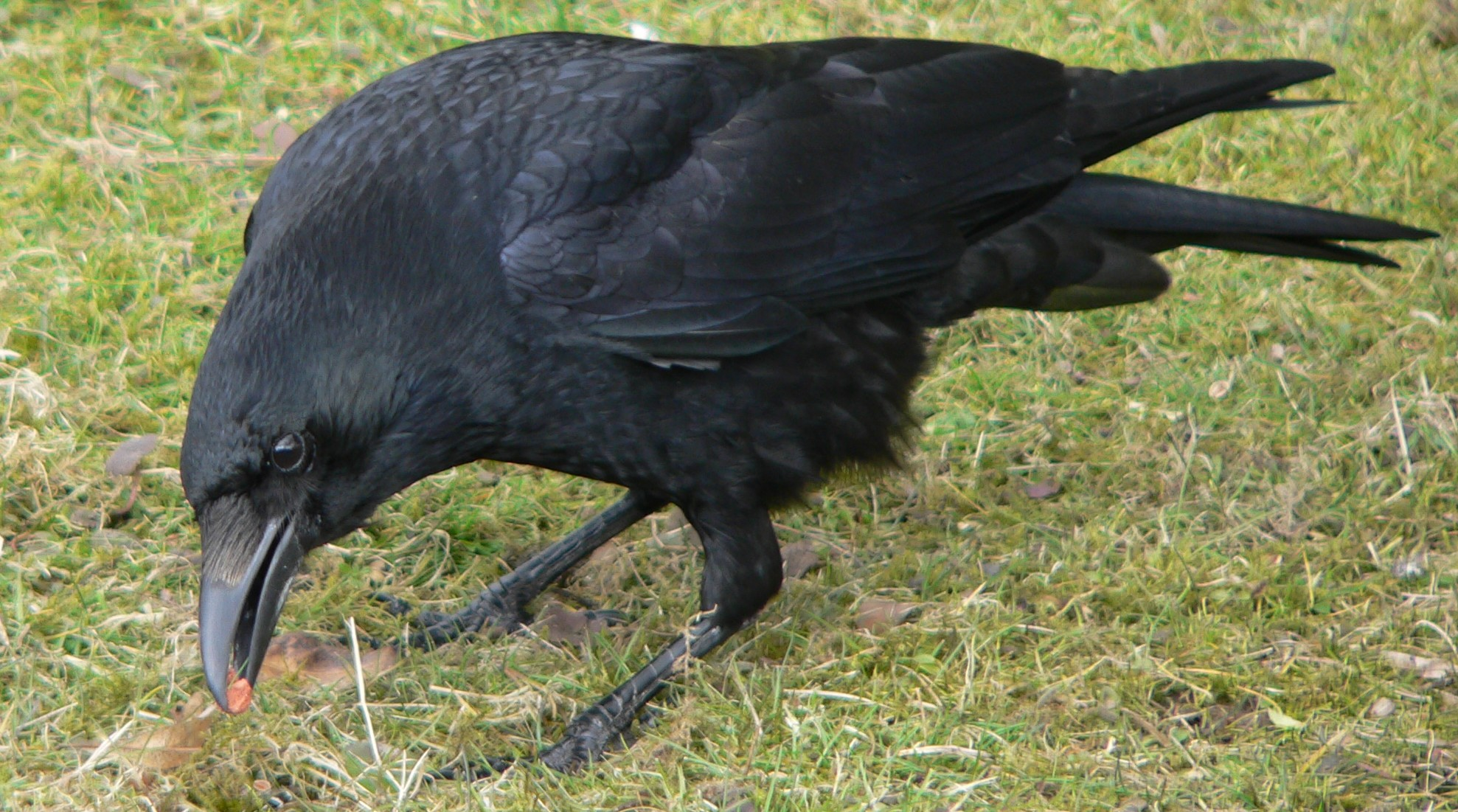
Чёрная ворона нередко разоряет гнёзда и охотится на птенцов

В гнездовой период на взрослых турухтанов и птенцов охотятся многие хищные птицы, среди которых крупные виды чаек, ворон, чёрная и серая вороны, большой и короткохвостый поморники. Из наземных животных опасность представляют песец и обыкновенная лисица. Влияние на популяцию турухтанов таких хищников, как горностаи и дикие кошки, остаётся малоизученным. В местах массового скопления токующих турухтанов их смертность возрастает, поскольку токовище представляет собой удобную площадку для охоты, а возбуждённые птицы частично теряют бдительность. В условиях содержания в питомниках основные причины смертности потомства связаны со стрессом и болезнью, имеющей название кривошея. Эктопаразиты имеют слабое влияние на взрослых птиц, однако в местах зимовок турухтаны могут подхватить различные тропические болезни, такие как птичья малярия.
Средняя продолжительность жизни турухтана составляет 4,4 года. Максимально известный возраст в Европе, 13 лет 11 месяцев, был зарегистрирован в Финляндии.

## Природоохранный статус

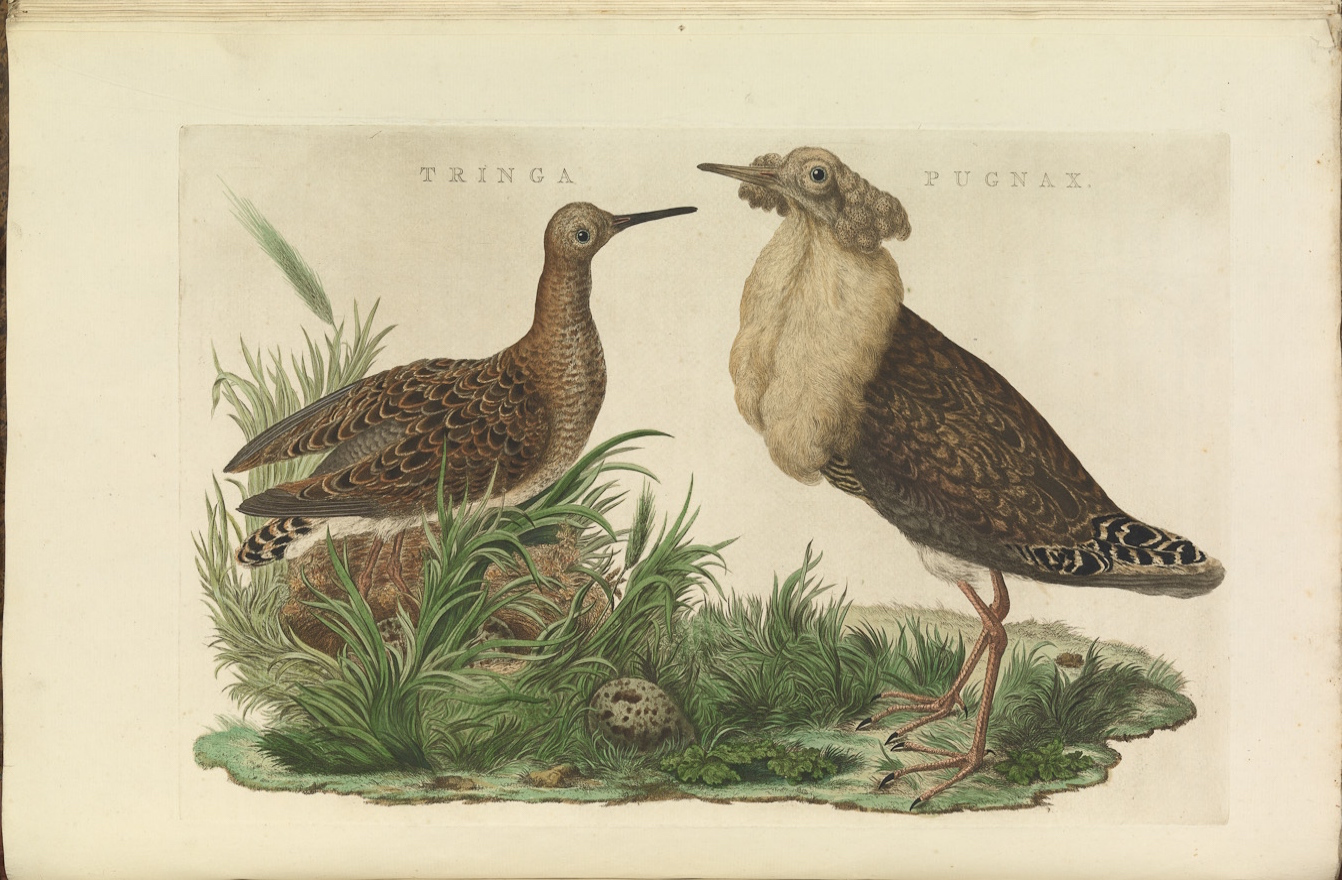
Турухтан in Nederlandsche Vogelen (en: Dutch Birds), Vol. 1 (1770)

Гнездовая область распространения турухтана оценивается в районе 8580 тыс. кв. км, общая численность 2—2,6 млн пар. Европейская популяция, занимающая 50—74 % всего гнездового ареала, составляет от 200 до 510 тыс. пар. Полагают, что за 1999—2009 годы она могла сократиться до 30 %, однако это скорее связано с переменой районов гнездования, нежели чем с общим падением численности. Азиатская популяция, по оценкам экологов, остаётся стабильной. По вышеперечисленным причинам Международный союз охраны природы рассматривает данный вид как таксон наименьшего риска (категория LC).
Наиболее крупные группировки отмечены на территории России и Швеции — в этих странах распространение турухтанов не вызывает опасений. В Норвегии ареал расширяется за счёт южных районов, а в Финляндии, Польше, Латвии и Нидерландах численность за последние годы сократилась более чем в два раза, что является продолжением общей тенденции в Европе за последние два столетия. Основными причинами деградации называют осушение болот, интенсивное использование минеральных удобрений, уменьшение площадей для пастбищ и заготовки сена.
Ископаемые находки, относящиеся к плейстоцену, указывают на то, что в межледниковый период турухтаны гнездились в более южных широтах, чем сейчас. Чувствительность этого вида к общему изменению климатических условий, уровню грунтовых вод и скорости воспроизводства травянистой растительности даёт основание полагать, что изменение географии его распространения произошло под влиянием глобального потепления. Таким образом, турухтан может стать индикатором при наблюдении за изменениями климата. Потенциальную опасность для птиц также могут представлять эпидемии болезней, к которым они чувствительны — птичьего гриппа, ботулизма и птичьей малярии.

## Птица и человек

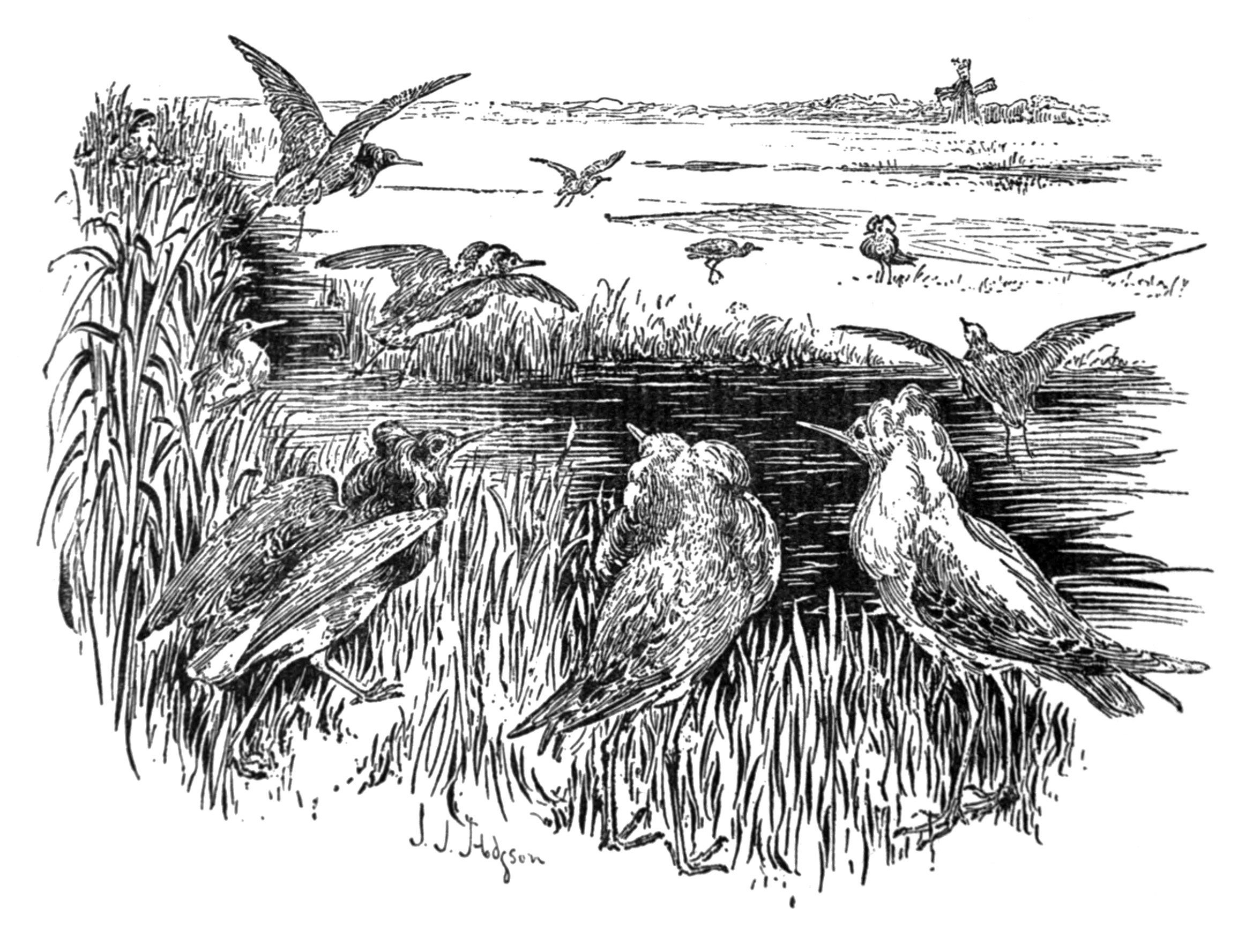
Охота на турухтана с помощью сети. Рисунок 1897 года

Турухтан традиционно относится к промысловой дичи, наряду с некоторыми другими куликами, такими как вальдшнеп, гаршнеп, бекас и дупель. Особенно популярной была охота на эту птицу в Средние века — например, в Англии по случаю избрания на пост архиепископа Йоркского Джорджа Невилла (англ. George Neville) в 1465 году на стол было подано 2400 тушек птиц. В те времена их отлавливали на токовище с помощью силка (сети), а также перед убоем иногда откармливали хлебом, молоком и семенами. Позднее на куликов стали охотиться мелкой дробью из огнестрельного оружия. Вот как в середине XIX века описывает охоту на эту дичь известный русский писатель и заядлый охотник С. Т. Аксаков:

Весною они появляются большими и даже огромными стаями по краям болотных луж, по берегам озёр, разлившихся рек и прудов, отдалённых от жилья. Весело, бывало, смотреть на них, проворно бегающих по начинающим зеленеть лужайкам, сверкающих на солнце яркостью своих перьев с их разноцветными золотистыми отливами. Точно широкая радуга легла на землю и бежит по ней, волнуясь и изгибаясь. В это время надобно стрелять их с подъезда. Несмотря на то, что они не дики и не сторожки, много их не убьёшь, потому что они не стоят на одном месте, а все рассыпаются врозь и бегут, не останавливаясь, как ручьи воды, по всем направлениям. Видя перед собой целые сотни этих красивых птичек, не захочешь от жадности стрелять по одному курахтану, а вместе они сбегаются редко, и поэтому часто пропускаешь удобное время.

В 1804 году русский поэт и будущий герой Отечественной войны Денис Давыдов пишет басню «Орлица, Турухтан и Тетерев», в которой под орлицей подразумевает императрицу Екатерину II, под турухтаном — зашедшего на престол после её смерти Павла I, а под тетеревом — Александра I. Басня намекает на убийство Павла I в Михайловском замке в марте 1801 года при молчаливом попустительстве Александра I, сына Павла. При этом турухтану (Павлу) даётся нелестная характеристика:

А он —

Лишь шаг на трон,

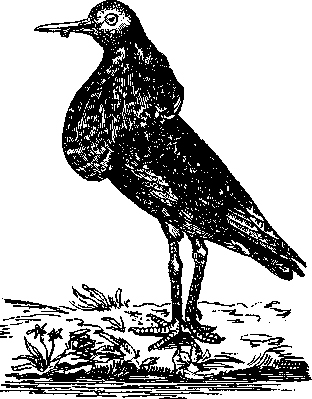
Иллюстрация к книге С. Т. Аксакова «Записки ружейного охотника Оренбургской губернии» (1852)

То хищной тварью всей себя и окружил:

Сычей, сорок, ворон — в павлины нарядил,

И с сею сволочью он тем лишь забавлялся,

Что доброй дичью всей без милости ругался:

Кого велит до смерти заклевать,

Кого в леса дальнейшие сослать,

Кого велит терзать сорокопуту —

И всякую минуту

Несчастья каждый ждал,

Томился птичий род, стонал…

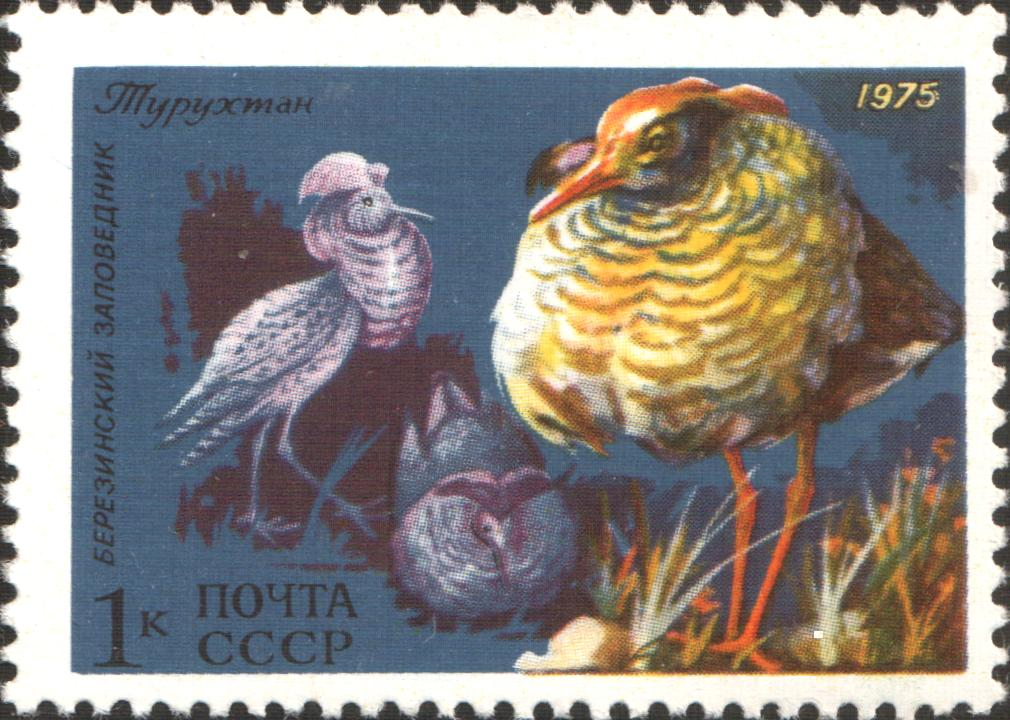
Марка СССР

В Санкт-Петербурге известна так называемая «дорога на Турухтанные острова». Сами эти болотистые острова, существовавшие в районе Угольной гавани в нижнем течении реки Екатерингофки, были засыпаны в 1930-х годах. Известные орнитологи и писатели А. С. Мальчевский и Ю. Б. Пукинский, со ссылкой на работу «Птицы С.-Петербургской губернии» русского зоолога Е. А. Бихнера, утверждают, что острова были названы в честь турухтанов, водившихся на них во второй половине XIX века. Другая версия никак не связана с птицами — острова могли быть названы в честь мануфактуры по выделке крахмала и пудры, открытой в этом районе в 1720 году. Мануфактуру на немецкий манер называли «крухмальной» или «трухманной», а специалистов — «трухманными». Тем не менее турухтаны действительно связаны с Санкт-Петербургом. Чучела этих птиц, ныне хранящиеся на кафедре зоологии позвоночных в Санкт-Петербургском университете, были созданы из материала, добытого на островах Вольный и Голодай (ныне остров Декабристов). Ранее птицы нередко гнездились в районе Лахты и до последнего времени встречаются в сырых местах на окраине города, например, в районе железнодорожной станции Броневая.
Основоположник российской орнитологии М. А. Мензбир в своей книге «Охотничьи и промысловые птицы европейской России и Кавказа» (1900) приводит другие распространённые варианты названия птицы — курухтан и курахтан, а также названия, используемые в отдельных районах Российской империи — просяник, драчун (Астраханская губерния), брыжач (Херсонская губерния), таратайка (Харьковская губерния), трухтанчик (Воронежская губерния), пеунец (Ярославская губерния), петушок (Пермская губерния, частично Поволжье) и морской петушок (Сибирь). В настоящее время все эти названия почти не используются. Украинский и российский лингвист Л. А. Булаховский полагал, что именно названия курухтан или курахтан («птица, похожая своим образованием на курицу») являлись оригинальными и были заимствованы из восточных языков.